# ティモシー・ウェア
ティモシー・ウェア（Timothy Weah，2000年2月22日 - ）は、アメリカ合衆国・ニューヨーク市ブルックリン区出身のサッカー選手。リーグ・アン・オリンピック・マルセイユ所属。ポジションはフォワード。父親は元サッカー選手で、元リベリア大統領のジョージ・ウェア。

## クラブ経歴
2017年7月3日にリーグ・アンのパリ・サンジェルマンFCに3年契約を結んだ。
しばらくはBチームでプレーをしていたが、ネイマールの負傷などによりFW層が手薄になると、2018年3月3日のリーグ・アントロワAC戦で遠征メンバーに登録される。その試合の後半33分にジオヴァニ・ロ・チェルソとの交代でトップチームデビューを果たすと、続くFCメス戦でも後半26分に途中出場した。
2018-19シーズンの開幕戦に後半37分にネイマールとの交代で途中出場、続く後半44分にダメ押しの3点目となるリーグアン初ゴールを決め、試合も3対0で完封勝利。
2019年1月7日、セルティックFCへ6ヶ月のレンタル移籍が発表された。
2019年6月29日、リールと5年契約を結んだことが発表された。
2023年7月1日、ユヴェントスFCへの移籍が発表された。契約期間は2028年6月30日までの5年間で、移籍金は1030万ユーロにボーナスが付帯する。
2025年8月6日、オリンピック・マルセイユに買取義務付きのレンタルで加入。レンタル料は100万ユーロ、買取額は1440万ユーロでボーナスが付随している。

## 代表経歴
父親がリベリア出身であるため、リベリア代表に入る資格を持っている他、フランス代表とジャマイカ代表に入ることも可能だが、本人はアメリカ代表入りを希望していた。
アメリカU-17代表に選出され、2017 FIFA U-17ワールドカップで、10月16日の決勝トーナメント一回戦のパラグアイU-17代表との試合でハットトリックを決めた。
2018年3月27日のパラグアイとの親善試合でA代表デビュー。同年5月28日に行なわれたボリビアとの親善試合で、アメリカ代表史上4番目の若さとなる代表初得点を挙げた。
2022年、ワールドカップカタール大会では、1次リーグ初戦のウェールズ戦で先制点を奪い、ワールドカップの出場が叶わなかった父の屈辱を晴らした。なお、試合は1-1の引き分けに終わった。

## 代表歴

### 出場大会
- アメリカ代表
  - 2022 FIFAワールドカップ

### 試合数
- 国際Aマッチ 35試合 5得点（2018年-）[14]

| アメリカ代表 | 国際Aマッチ | 国際Aマッチ |
| 年           | 出場        | 得点        |
| ------------ | ----------- | ----------- |
| 2018         | 8           | 1           |
| 2019         | 0           | 0           |
| 2020         | 2           | 0           |
| 2021         | 8           | 1           |
| 2022         | 11          | 2           |
| 2023         | 6           | 1           |
| 2024         |             |             |
| 通算         | 35          | 5           |

## タイトル

### クラブ
パリ・サンジェルマン
- リーグ・アン : 2017-18
- クープ・ドゥ・ラ・リーグ : 2017-18
- トロフェ・デ・シャンピオン : 2018

セルティックFC
- スコティッシュ・プレミアシップ : 2018-19
- スコティッシュカップ : 2018-19
- スコティッシュリーグカップ 2018-19

LOSCリール
- リーグ・アン : 2020-21

ユヴェントス
- コッパ・イタリア：2023-24